# Schöninghsches Haus

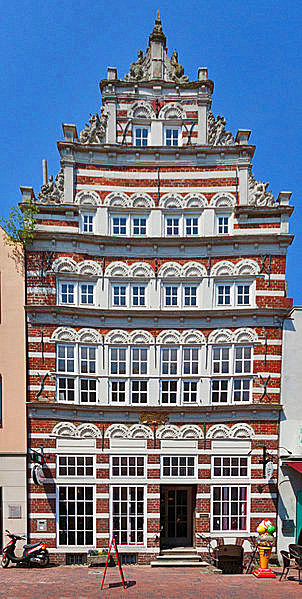
Schöninghsches Haus

Das Schöninghsche Haus ist ein denkmalgeschütztes Gebäude aus dem 16. Jahrhundert in der ostfriesischen Stadt Norden (Landkreis Aurich, Niedersachsen). Es hat die Adresse Osterstraße 5. Nach der Zerstörung weiter Teile der Emder Innenstadt im Zweiten Weltkrieg gilt es als der bedeutendste Vertreter unter den an niederländischen Vorbildern orientierten Patrizierhäusern der Renaissance in Ostfriesland. Es ist nach seinem ehemaligen Besitzer, Wilhelm Peter Schöningh, benannt.

## Beschreibung
Das Schöninghsche Haus ist ein reich dekorierter Renaissancebau mit Stufengiebel aus dem Jahr 1576. Der dreigeschossige Ziegelbau weist an seiner ganz in Fenstern aufgelösten Giebelwand die typisch niederländischen „Specklagen“ auf: Die Fassade setzt sich abwechselnd aus Backstein- und hell gestrichenen Schichten aus Kalkstein zusammen. Die Fenster sind sogenannte Kreuzstockfenster mit sandsteinerner Muschelbekrönung. Oben an den Seiten des Giebels befinden sich ornamental wirkende, stark bewegte figürliche Darstellungen aus Sandstein, welche drei der zwölf Taten des Herkules symbolisieren.

## Geschichte
Der Kaufmann Egbert Crayers ließ das Haus im Jahr 1576 im Stil der Renaissance erbauen. Darauf weist eine Sandsteintafel über dem Eingang hin. Wilhelm Peter Schöningh, von dem das Gebäude seinen Namen hat, erwarb das Haus im Jahr 1869. Knapp einhundert Jahre blieb das Haus im Besitz der Familie Schöningh. Im Jahr 1963 drohte der Abriss des Gebäudes. Diesen hatte die Baubehörde verfügt, da das Mauerwerk starke Beschädigungen aufwies. Ursachen dafür waren das Absinken des Grundwasserspiegels sowie der stark angestiegene Kraftfahrzeugverkehr. Das Gebäude wurde daraufhin mehrfach baupolizeilich überprüft, ehe die Bauaufsichtsbehörde die Abrissanordnung verfügte. Das Verwaltungsgericht Aurich hob diese Verfügung schließlich auf. Kurz darauf erwarb Fürst Wilhelm Edzard zu Innhausen und Knyphausen das Gebäude und verkaufte es wenig später an den Rechtsanwalt Veit Wucherpfennig, der das Gebäude restaurieren ließ.